# Dicranopteron oligoseta
Dicranopteron oligoseta är en tvåvingeart som beskrevs av Ronald Henry Lambert Disney och Kistner 1990. Dicranopteron oligoseta ingår i släktet Dicranopteron och familjen puckelflugor. Inga underarter finns listade i Catalogue of Life.